# John Boyd Dunlop

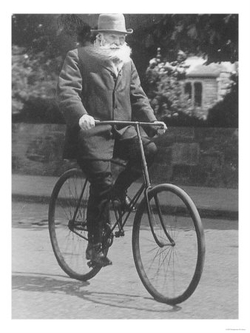
John Boyd Dunlop sobre una bicicleta equipada con sus neumáticos.

John Boyd Dunlop (North Ayrshire, 5 de febrero de 1840 – Dublín, 23 de octubre de 1921), fue un veterinario escocés que reinventó el neumático con cámara. Fundó la compañía que lleva su apellido, actualmente Dunlop Tyres.
Nació en una granja en Dreghorn, North Ayrshire (Escocia), y se licenció como veterinario en el Edinburgh Veterinary College (ahora parte de la Universidad de Edimburgo) con sólo 19 años. Ejerció la profesión de veterinario en Edimburgo durante ocho años. En 1867 se trasladó a Belfast.
En 1887, desarrolló el primer neumático con cámara de aire para el triciclo que su hijo de nueve años de edad usaba para ir a la escuela por las calles bacheadas de Belfast. Para resolver el problema del traqueteo del triciclo, Dunlop infló unos tubos de goma con una bomba de aire para inflar balones. Después envolvió los tubos de goma con una lona para protegerlos y los pegó sobre las llantas de las ruedas del triciclo. Hasta entonces, la mayoría de las ruedas tenían llantas con goma maciza, pero los neumáticos permitían una marcha notablemente más suave. Desarrolló la idea y patentó el neumático con cámara el 7 de diciembre de 1888. Sin embargo, dos años después de que le concedieran la patente, Dunlop fue informado oficialmente de que la patente fue invalidada por el inventor escocés Robert William Thomson, quien había patentado la idea en Francia en 1846 y en Estados Unidos en 1847. Dunlop ganó una batalla legal contra Robert William Thomson y revalidó su patente.

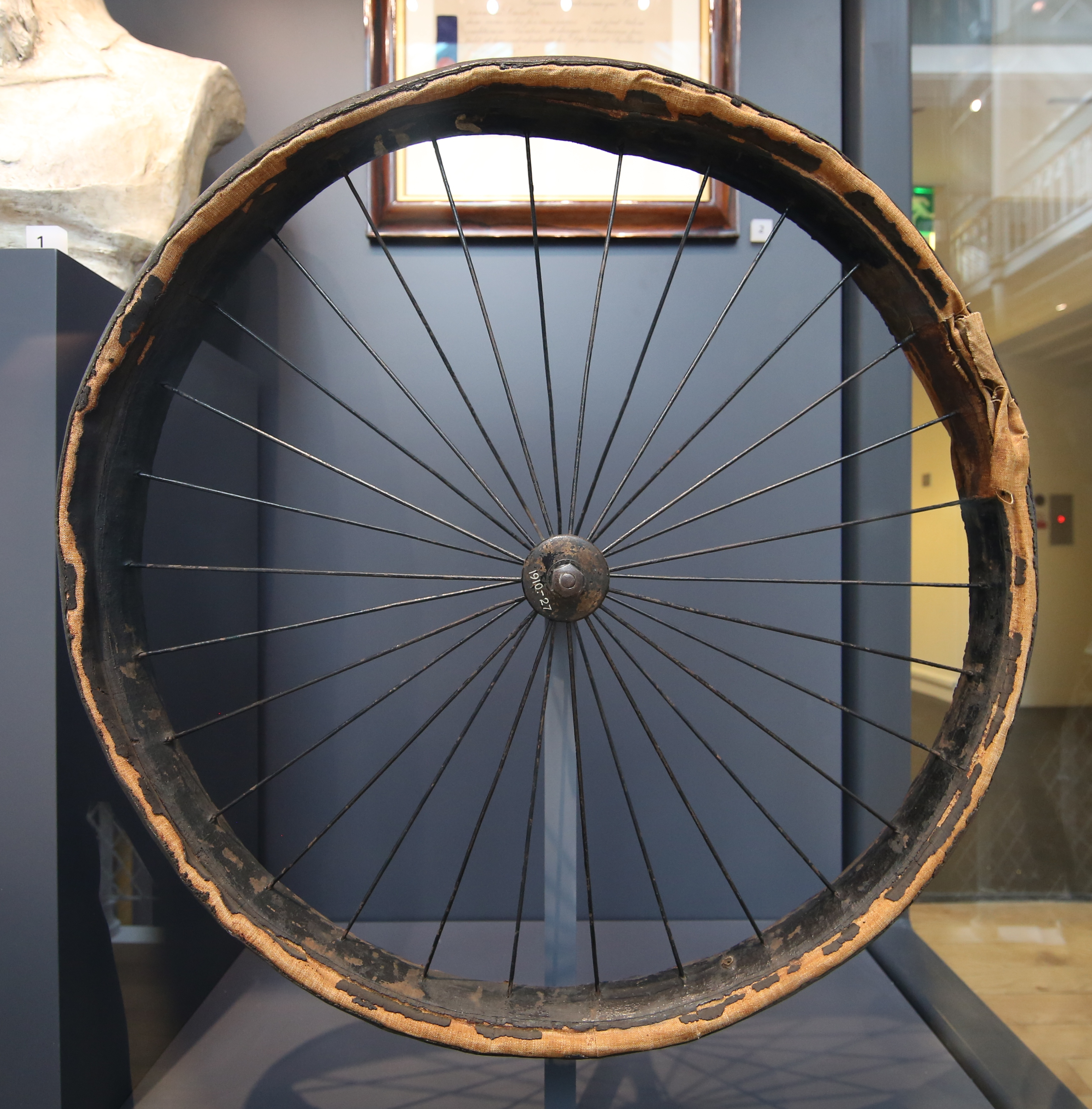
Primer neumático de Dunlop en el Museo Nacional de Escocia.

Dunlop fundó la compañía Dunlop Tyres que más tarde sería conocida como Dunlop Rubber Company. La producción comercial empezó a finales de 1890 en Belfast. Dunlop vendió su patente y el nombre de su compañía a William Harvey Du Cros, que ya era propietario de la Pneumatic Tire and Booth's Cycle Agency, a cambio de 1500 acciones de la compañía resultante y finalmente no hizo mucha fortuna por su invención. Dunlop se retiró a Dublín, donde murió el 12 de octubre de 1921, y fue enterrado en el cementerio de Deansgrange, un suburbio al sur de Dublín.
El desarrollo del neumático con cámara de Dunlop llegó en un momento crucial durante la expansión del transporte terrestre, con la construcción de nuevas bicicletas y automóviles.